# Эллиот, Гилберт, 1-й граф Минто
Барон, затем виконт и граф Гилберт Минто (Gilbert Elliot-Murray-Kynynmound, 1st Earl of Minto; 23 апреля 1751, Эдинбург — 21 июня 1814, Хартфордшир) — шотландский аристократ, управлявший Индией от имени Британской Ост-Индской компании во время наполеоновских войн (1807—1813).
В молодости Минто жил с братом в Париже, где свёл знакомство с графом Мирабо и брал уроки у Дэвида Юма. По возвращении в Англию Минто поступил в Оксфорд с целью стать адвокатом. В 1776 году он избрался от партии вигов в Парламент, где дважды неудачно выдвигал свою кандидатуру на пост спикера. В союзе с Эдмундом Бёрком ему удалось добиться отзыва из Индии проштрафившегося Уоррена Гастингса.
В 1794—1796 Минто был вице-королём Корсики, восставшей против французов и принявшей английский протекторат. В качестве своей резиденции он выбрал здание миссионерского монастыря в Бастии. При отбытии в Лондон увёз с собой получившего впоследствии известность на российской службе Поццо ди Борго.
После ряда дипломатических миссий Эллиот был в 1807 году назначен генерал-губернатором Индии. По рекомендации Ост-Индской компании Минто избегал вмешательства в дела индийских княжеств, однако для усмирения пуштунского разбойника Амир-хана применил силу. По Амритсарскому договору 1809 года признал реку Сатледж границей между Британской Индией и сикхским Пенджабом.
Во время губернаторства Минто большое влияние на направление его деятельности оказывали события в Европе. Боялись проникновения в Индию через Россию Наполеона, либо совместного русско-французского похода на восток (по образцу Индийского похода Павла Петровича). Для ослабления позиций Наполеона на востоке Минто оккупировал французские острова Маврикий и Бурбон, затем острова Пряностей, а в 1811 году — и Яву.

## Источник
- Лорд Минто в Британской энциклопедии